# Lista siturilor arheologice din județul Bihor - F
Lista siturilor arheologice din județul Bihor - F conține toate siturile arheologice din județul Bihor înscrise în Repertoriul Arheologic Național (RAN) și aflate în localități al căror nume începe cu litera F. RAN este administrat de Ministerul Culturii și Patrimoniului Național și cuprinde date științifice, cartografice, topografice, imagini și planuri, precum și orice alte informații privitoare la zonele cu potențial arheologic, studiate sau nu, încă existente sau dispărute.
Puteți căuta un sit din localitățile care încep cu litera F folosind formularul de mai jos sau puteți naviga prin toate siturile din județ la Lista siturilor arheologice din județul Bihor.
| Cod RAN                               | Denumire | Localitate                      | Adresă          | Datare          | Descoperit | Coordonate                                    | Imagine           | Erori            |
| ------------------------------------- | --- | ------------------------------- | --------------- | --------------- | ---------- | --------------------------------------------- | ----------------- | ---------------- |
| 30327.02.01                           | Așezarea neolitică de la Fughiu / ansamblu anonim (Categorie: locuire civilă) (Tip: Așezare)                          | sat Fughiu, comuna Oșorhei      |                 | Starčevo - Criș |            |                                               | Încărcați imagine | Raportați eroare |
| 31182.01.01                           | Situl arheologic de la Fegernicu Nou - ,,Valea Șișterea" / ansamblu anonim (Categorie: locuire civilă) (Tip: Așezare) | sat Fegernicu Nou, comuna Sârbi | Valea Șișterea  |                 |            |                                               | Încărcați imagine | Raportați eroare |
| 31182.02.01                           | Locuirea eneolitică de la Fegernicu Nou / ansamblu anonim (Categorie: locuire civilă) (Tip: Locuire)                  | sat Fegernicu Nou, comuna Sârbi |                 |                 | 2005       |                                               | Încărcați imagine | Raportați eroare |
| 31173.02.01                           | Situl arheologic de la Fegernic-Valea Almașului / ansamblu anonim (Categorie: locuire) (Tip: Locuire)                 | sat Fegernic, comuna Sârbi      | Valea Almașului |                 |            | 47°13′07″N 22°08′25″E / 47.21861°N 22.14028°E | Încărcați imagine | Raportați eroare |
| 31173.02.02                           | Situl arheologic de la Fegernic-Valea Almașului / ansamblu anonim (Categorie: locuire) (Tip: Locuire)                 | sat Fegernic, comuna Sârbi      | Valea Almașului |                 |            | 47°13′07″N 22°08′25″E / 47.21861°N 22.14028°E | Încărcați imagine | Raportați eroare |
| 29412.01.01 (Cod LMI: BH-I-s-B-00964) | Cetatea medievală de la Finiș - "Cetate" / ansamblu anonim (Categorie: locuire civilă) (Tip: Cetate)                  | sat Finiș, comuna Finiș         | Cetate          | sec. XIII - XIV |            | 46°37′08″N 22°17′48″E / 46.6189°N 22.2967°E   | Încărcați imagine | Raportați eroare |
| 30327.01.01 (Cod LMI: BH-I-s-B-00965) | Așezarea neolitică de la Fughiu - "Râtul de Jos" / ansamblu anonim (Categorie: locuire civilă) (Tip: Așezare)         | sat Fughiu, comuna Oșorhei      | Râtul de Jos    | Starčevo - Criș |            |                                               | Încărcați imagine | Raportați eroare |